# 广东名峰足球俱乐部
广东名峰足球俱乐部是一支已经解散的中国足球俱乐部。俱乐部建于1997年，2005年解散。球队曾参加2003年中國足球乙級聯賽，以“香雪制葯”为名参加了2001年－02年香港甲組足球聯賽，并以新麒足球俱乐部的名义参加了2004年新加坡职业足球联赛。

## 历史
1997年6月，顺德商人欧阳胜花费20万人民币接手了广州松日梯队，组建广东名峰足球俱乐部。一年后，俱乐部除了1983-1984年龄段的一线队，还组建了1985-1986年龄段的二线队、1987-1988年龄段的三线队。俱乐部在肇庆市鼎湖山麓拥有100亩土地、两块标准足球场。广东名峰培养出了很多优秀球员。刘志勇、李本舰、张树栋、吳偉超、范晓冬、周熠、邓卓翔、张琳芃、于大宝、耿晓锋等球员都曾在广东名峰踢球。
2001年9月，广东名峰参加了2001年－02年香港甲組足球聯賽，球队的冠名是“香雪制葯”，最终排在联赛第六（倒数第二）。2003年，球队参加中国足球乙级联赛。球队在华东区预赛中顺利出线，复赛中名列南区第5名，未能出线。2004年，球队远赴新加坡，与新加坡新麒集团合作，以新麒足球俱乐部的名义参加新加坡职业足球联赛，联赛排名第七，杯赛打入半决赛。2004年10月，球队放假。12月重新集合时，广东名峰俱乐部宣布解散，所有球员被挂牌。广东名峰解散后，球员并未获得自由身。当时在广东名峰队中的范晓冬被标价10万元，为了加盟深圳健力宝，范晓冬一家承担了这10万元的费用。

## 球队征战记录
| 赛季    | 队名     | 联赛 | 场次 | 胜 | 平 | 负 | 进球 | 失球 | 净胜球 | 积分 | 名次 | 杯赛                   |
| ------- | -------- | ---- | ---- | -- | -- | -- | ---- | ---- | ------ | ---- | ---- | ---------------------- |
| 2001-02 | 香雪制药 | 港甲 | 12   | 2  | 4  | 6  | 18   | 36   | −18    | 10   | 6/7  | 高级银牌8强、足总杯8强 |

## 著名球員
- 吳偉超